# Tadeusz Kochmański
Tadeusz Kochmański (ur. 17 września 1904 w Krakowie, zm. 2 listopada 1986 tamże) – polski profesor zajmujący się mechaniką górotworu i miernictwem górniczym, rektor Akademii Górniczo-Hutniczej.

## Życiorys
Ukończył w 1922 r. III Państwowym Gimnazjum im. Króla Jana III Sobieskiego, w 1931 r. studia na Wydziale Górniczym AG, po których rozpoczął działalność naukowo-dydaktyczną w Zakładzie Geologii Stosowanej AG. W 1932 r. odbył praktyki miernicze w kopalniach, a od stycznia 1933 r. był kierownikiem biur mierniczych w kopalniach „Bielszowice” i „Knurów”.
Podczas okupacji pracował na stanowisku mierniczego kopalni rudy żelaza w Stąporowie. W połowie 1941 r. powrócił do Krakowa i do końca wojny prowadził wykłady z miernictwa, a następnie i matematyki, w Państwowej Szkole Technicznej Górniczo-Hutniczo-Mierniczej.
Uzyskał następujące stopnie naukowe: zastępca profesora (1946), docent (1948), profesor nadzwyczajny (1950) i profesor zwyczajny (1958) Katedry Geodezji Wyższej i Obliczeń Geodezyjnych. Pełnił obowiązki dziekana Wydziału Geodezji Górniczej, a w latach 1952/53 był dziekanem. W latach 1961–1963 pełnił funkcję Rektora AGH. Przeszedł na Politechnikę Śląską w 1964 r. W 1971 r. powrócił do Akademii Górniczo-Hutniczej, gdzie pełnił funkcje kierownika Zakładu Ochrony Powierzchni Górniczej i Górotworu. W 1974 r. przeszedł na emeryturę. Był członkiem Komitetu Geodezji PAN. W 1981 r. otrzymał doktorat honoris causa AGH.
Zmarł w Krakowie, pochowany na cmentarzu Rakowickim.

## Ordery i odznaczenia
- Order Sztandaru Pracy I klasy (1962)[2]
- Krzyż Kawalerski Orderu Odrodzenia Polski[1]
- Medal 10-lecia Polski Ludowej (15 stycznia 1955)[3]
- Odznaka tytułu honorowego „Zasłużony Górnik Polskiej Rzeczypospolitej Ludowej”[1]